# مالی رفتاری کمی
رفتار مالی کمی یا امور مالی رفتاری کمی (به انگلیسی: Quantitative behavioral finance)، رشته‌ای جدید است که از متدلوژی ریاضی و آماری، به منظور درک سوگیری‌های رفتاری مرتبط با ارزش‌گذاری استفاده می‌کند. برخی تلاش‌های صورت گرفته در این زمینه با هدایت گونداز کاگینالپ (به انگلیسی: Gunduz Caginalp) (پروفسور ریاضیات و ویراستار مجله رفتار مالی در طول سال‌های ۲۰۰۱ تا ۲۰۰۴) و همکاری افرادی چون ورنون اسمیت، دیوید پورتر، دون بالنوویچ، ولادیمیرا لییوا، احمت دوران و مطالعات جف مدورا، ری استورم و دیگران، نشان از وجود اثرات رفتاری قابل توجهی بر روی سهام و صندوق‌های قابل معامله دارد.
تحقیقات را می‌توان در حوزه‌های ذیل گروه‌بندی نمود:
1. مطالعات تجربی که تفاوت‌های قابل توجهی با تئوری‌های کلاسیک دارند.
2. مدل‌سازی با استفاده از مفاهیم اثرات رفتاری به همراه فرض غیر کلاسیکی محدود بودن دارایی‌ها.
3. پیش‌بینی بر اساس این روش‌ها
4. مطالعات آزمایشی بازار دارایی‌ها و استفاده از مدلی برای پیش‌بینی آزمایش‌ها.

## تاریخچه
در طول نیمهٔ دوم قرن بیستم، تئوری متداول برای بازارهای مالی، فرضیه بازار کارا (EMH) بوده‌است که بیان می‌کند همهٔ اطلاعات عمومی، در قیمت‌های دارایی‌ها لحاظ شده‌است. هرگونه انحراف از این قیمت، به سرعت مورد استفادهٔ معامله کنندگان آگاهی که تلاش می‌کنند بازده خود را بهینه کنند، قرار می‌گیرد و در نتیجه به قیمت تعادلی صحیح بازمی‌گردد. بدین ترتیب، عملاً، قیمت‌های بازار به گونه‌ای رفتار می‌کنند که گویی همهٔ معامله گرها با اطلاعات و منطق کامل، به دنبال حداکثرسازی منافع شخصی خود هستند.
در اواخر قرن بیستم، این تئوری، به چندین شیوه به چالش کشیده شد. اول اینکه، وقایع متعددی در بازارها رخ داده بود که فروض اساسی این تئوری را زیر سؤال می‌برد. در ۱۹ اکتبر ۱۹۸۷، شاخص متوسط داو جونز، ظرف یک روز، ۲۰٪ سقوط کرد، چنان‌که خیلی از سهام خرد، زیان‌های شدیدتری را هم متحمل شدند. گراف نوسانات بزرگ روزهای بعدی آن، شبیه آن چیزی بود که در کرش (به انگلیسی: crash) معروف ۱۹۲۹ رخ داده بود. کرش ۱۹۸۷، معمایی را ایجاد کرد و اقتصاددانانی که معتقد بودند چنین نوسانی نباید در عصری که اطلاعات و جریان سرمایه بسیار کاراتر از دهه ۱۹۲۰ است، رخ دهد، به چالش کشید.
پس از یک دهه، بازار ژاپن به سطحی رسید که بسیار بالاتر از ارزیابی‌های واقع گرایانه بود و نسبت‌های قیمت به درآمد (P/E)، سه رقمی شده بودند و همچنین ارزش بازار سهم تلفن و تلگرافِ نیپون بیشتر از کل ارزش بازار آلمان غربی شده بود. در اوایل ۱۹۹۰، نیکی ۲۲۵ به سطح ۴۰۰۰۰ رسید، یعنی تقریباً طی دو سال، دو برابر شده بود و بعد در کمتر از یک سال، به نصف این میزان رسید.
در همین اثنا، در ایالات متحده، رشد تکنولوژی جدید، به‌طور خاص اینترنت، بذر نسل جدیدی از شرکت‌های پیشرفته را پاشید، که برخی از آن‌ها حتی قبل از رسیدن به سوددهی، سهامی عام شدند. چنان‌که در حباب بازار سهام ژاپنی، در دهه پیشین ارزش‌های بازار میلیون دلاری، برای سهامی ایجاد شد که حتی هنوز درآمدی هم کسب نکرده بودند. حباب تا سال ۲۰۰۰ ادامه یافت تا اینکه با ترکیدن آن، ارزش این سهام به درصد کمی از ارزش بازار پیشین شان کاهش یافت. حتی برخی از شرکت‌های تکنولوژی بزرگ و سودآور، ۸۰٪ از ارزش خود را در دوره ۲۰۰۰–۲۰۰۳ از دست دادند.
وجود چنین حباب‌ها و کرش‌های بزرگی، در غیاب تغییرات قابل توجهی در ارزش گذاری، این فرض بازارهای کارا که همهٔ اطلاعات عمومی به‌طور دقیق در قیمت‌ها لحاظ می‌شوند، زیر سؤال برد. رابرت جی. شیلر در کتاب خود با عنوان کثرت بی منطقی دربارهٔ حرکت قیمت‌ها، بیش از میزان تغییر در ارزش شان، بحث می‌کند. این استدلال همچنین در چندین مطالعهٔ دیگر (نظیر مطالعات جفری پونتیف) دربارهٔ صندوق‌های سرمایه‌گذاری با سرمایه محدود بود تأیید شده‌است. این صندوق‌ها درست مثل سهام معامله می‌شوند، با این تفاوت که ارزش‌گذاری دقیقی دارند و به این ارزش به تناوب گزارش می‌شود.
علاوه بر این توسعه‌های جهانی، چالش‌های دیگری نیز برای اقتصاد کلاسیک و فرضیهٔ بازار کارا، از حوزهٔ جدید اقتصاد آزمایشی که پیشرو آن ورنون اسمیت برندهٔ جایزه نوبل اقتصاد سال ۲۰۰۲ است، مطرح شده‌است. این آزمایش‌ها (با همکاری گری سوکانک، آرلینگتن ویلیامز، دیوید پورتر و دیگران)، با به‌کارگیری شرکت‌کنندگانی صورت می‌گیرد که یک دارایی را که توسط آزمون گرها مشخص شده، در یک شبکهٔ کامپیوتری، خرید و فروش می‌کنند. این سری آزمایش‌ها مربوط به یک دارایی است که در طی ۱۵ دوره، سود نقدی ثابتی می‌پردازد و پس از آن، ارزش خود را از دست می‌دهد. برخلاف انتظارات اقتصاد کلاسیک، قیمت‌های معامله اغلب به سطحی بالاتر از پرداختی موردانتظار، می‌رسد. به‌طور مشابه، دیگر آزمایش‌ها نشان داد که بسیاری از نتایج مورد انتظار اقتصادهای کلاسیک و نظریه بازی‌ها در آزمایش‌ها ایجاد نمی‌شود. نکتهٔ کلیدی این آزمایش‌هااین است که شرکت‌کننده‌ها، در نتیجهٔ تصمیمات تجاری شان، پول واقعی به دست می‌آورند، بنابراین این آزمایش بیشتر مثل یک بازار واقعی است تا یک بررسی نظری.
مالی رفتاری رشته‌ای است که در طول دو دههٔ گذشته، در پاسخ به پدیده‌ای که در بالا توضیح داده شد، رشد کرده‌است. محققان، با استفاده از متدهای متنوع سوگیری‌های سیستماتیک (نظیر واکنش‌های افراطی و تفریطی) که هم در مورد سرمایه‌گذاران حرفه‌ای و هم مبتدی رخ می‌دهد، ثبت کرده‌اند. محققان مالی رفتاری، عموماً در نتیجهٔ این سوگیری‌ها، با فرضیهٔ بازار کارا موافق نیستند. هرچند، تئوری پردازان بازار کارا، در مقابل، معتقدند که این فرضیه، می‌تواند بر اساس داده‌ها، پیش‌بینی‌های دقیقی از بازار را فراهم کند، در حالی که مالی رفتاری، حرف بیشتری دربارهٔ اشتباه بودن فرضیه بازار کارا ندارد.

## تحقیقات پیرامون مالی رفتاری کمی
تلاش برای کمّی کردن سوگیری‌ها و استفاده از آن‌ها در مدل‌های ریاضی، موضوع مالی رفتاری کمی است. گونداز کاگینالپ و همکارانش، به منظور کمی‌سازی پیش‌بینی‌ها، از هر دو روش ریاضی و آماری بر روی داده‌های بازار واقعی و داده‌های بازار آزمایشی استفاده کرده‌اند. در یک سری از مقالات مربوط به ۱۹۸۹، کاگینالپ و همکارنش، به منظور مطالعهٔ عوامل پویایی (به انگلیسی: dynamics) بازار سرمایه، از معادلات دیفرانسیلی که دربردارندهٔ استراتژی‌ها و سوگیری‌های سرمایه‌گذاران نظیر روند قیمت و ارزش‌گذاری در داخل یک سیستم با میزان محدود از دارایی و وجه نقد بود، استفاده کردند؛ و این متفاوت از مالی کلاسیک بود که در آن، فرض بر نامحدود بودن دارایی هاست.
یکی از پیش‌بینی‌های این تئوری، توسط کاگینالپ و بالنوویچ (۱۹۹۹)این بود که عرضهٔ بیشتر وجه نقد به ازای هر سهم، سبب ایجاد حباب بزرگ‌تر می‌شود. آزمایش‌های کاگینالپ، پورتر و اسمیت (۱۹۹۸) تأیید می‌کند که مثلاً دو برابر شدن میزان وجه نقد، در شرایط ثابت بودن تعداد سهام، لزوماً مقدار حباب را دو برابر می‌کند.
استفاده از معادلات دیفرانسیلی به منظور پیش‌بینی بازارهای آزمایشی در حین تکامل آن‌ها، نیز موفقیت‌آمیز بود، چرا که معادلات تقریباً از دقتی به اندازهٔ پیش‌بینی‌های انسانیِ بهترین معامله گر در آزمایش‌های قبلی برخوردار بودند (کاگینالپ، پورتر و اسمیت).
استفاده از این ایده‌ها به منظور پیش‌بینی عوامل پویایی قیمت در بازارهای مالی، مرکز توجه برخی مطالعات اخیر بوده که دو روش ریاضی متفاوت را با هم ادغام کرده‌اند. می‌توان معادلات دیفرانسیلی را همراه با روش‌های آماری به کار برد تا امکان پیش‌بینی‌های کوتاه مدت فراهم شود.
یکی از دشواری‌های یافتن عوامل پویایی بازارهای مالی، وجود نویز است. رخدادهای تصادفی جهان همواره در حال ایجاد تغییراتی در ارزش‌ها هستند که استخراج آن (رویدادهای تصادفی) از نیروهای قطعی که ممکن است وجود داشته باشند، دشوار است. نتیجتاً، بسیاری از مطالعات آماری، تنها جزء غیر تصادفی ناچیزی را نشان داده‌اند. برای مثال، جیمز پوتربا و لارنس سامرز، تأثیر روند کوچکی را در قیمت‌های سهام نشان داده‌اند. وایت نشان داده‌است که استفاده از شبکه‌های عصبی برای ۵۰۰ روز از سهام IBM در پیش‌بینی کوتاه مدت، ناموفق بوده‌است.
در هر دوی این مثال‌ها، سطح «نویز» یا تغییرات در ارزش، ظاهراً بیشتر از هر نوع تأثیر رفتاریِ ممکن، است. در دههٔ گذشته، یک متدولوژی برای اجتناب از این دام، توسعه پیدا کرده‌است. اگر فرد بتواند آن ارزشی را که در طول زمان تغییر می‌کند، جدا کند، می‌تواند اثرات رفتاری باقی‌مانده را (در صورت وجود) مطالعه کند. یک مطالعهٔ اولیه در همین راستا (کاگینالپ و گرگ کنسانتین) به بررسی نسبت دو صندوق سرمایه‌گذاری محدود مشابه پرداخته‌است. چون که این صندوق‌ها، پرتفوی مشابهی داشتند اما مستقلاً، معامله می‌شدند، نسبت مستقل از ارزش است. یک مطالعهٔ سری زمانی آماری، نشان داد که این نسبت تا حد زیادی غیر تصادفی است، فلذا بهترین پیش‌بین برای قیمت‌های فردا (چنان‌که فرضیهٔ بازار کارا پیشنهاد می‌دهد)، قیمت‌های امروز نیست.
موضوع واکنش‌های افراطی هم در مالی رفتاری اهمیت دارد. دوران، در پایان‌نامهٔ دکترای خود در سال ۲۰۰۶، به بررسی ۱۳۰۰۰۰ نقطه از قیمت‌های روزانهٔ صندوق‌های سرمایه‌گذاری محدود از جهت انحرافشان از ارزش خالص دارایی (NAV) پرداخت. صندوق‌هایی که انحراف زیادی از NAV را نشان می‌دادند، به احتمال زیاد در روز بعد، رفتاری خلاف جهت کنونی نشان می‌دادند. این پیش‌سازها نشان دهندهٔ وجود علتی زمینه‌ای برای این حرکات - در غیاب تغییرات قابل توجه در ارزش - هستند که ممکن است ناشی از موقعیت‌گیری معامله گرها نسبت به اخبار پیش‌بینی شده باشد. برای مثال، تصور کنید که تعداد زیادی معامله گر، اخبار مثبتی را پیش‌بینی می‌کنند و اقدام به خرید سهم می‌نمایند. اگر اخبار مثبت به وقوع نپیوندند آن‌ها شروع به فروش سهام در حجم زیاد می‌کنند، و به این ترتیب، قیمت سهم را به‌طور قابل ملاحظه‌ای به کمتر از سطح قبلی اش، کاهش می‌دهند. این تفسیر، با فرضیهٔ بازار کارا در تنانقض است اما با معادلات دیفرانسیلی جریان دارایی (AFDE)، که مفاهیم رفتاری را همراه با محدودیت دارایی‌ها لحاظ می‌کند، سازگاری دارد.
تحقیقات در تلاش برای بهینه‌سازی پارامترهای معادلات جریان دارایی به منظور پیش‌بینی قیمت در کوتاه مدت ادامه دارد (ر.ک. دوران و کاگینالپ).
طبقه‌بندی رفتار راهکارها برای سیستم پویای معادلات دیفرانسیلی غیرخطی، از اهمیت خاصی برخوردار است. دوران سه ورژن از AFDE را مورد مطالعه قرار داد. وی به وجود بی‌نهایت نقطهٔ تعادلی در دو ورژن اول، پی برد. او نتیجه گرفت که این سه ورژن AFDE به‌طور ساختاری سیستم‌های ناپایداری هستند.